# Matt Nelson
Matthew Nelson (San Francisco Bay Area, circa 1980) is een Amerikaanse musicus in de jazz en geïmproviseerde muziek. Hij speelt tenorsaxofoon en is componist.

## Biografie
Nelson studeerde aan Oberlin Conservatory (Ohio), bij Gary Bartz en Paul Cohen, Na zijn terugkeer in de Bay Area werkte hij daar in de muziekscene, o.a. in de experimentele popgroep tUnE-yArDs, hiermee nam hij ook op (w h o k i l l). In 2010 vertrok hij naar New York en speelde daar in de groepen GRID, Elder Ones, Premature Burial (met Peter Evans en Dan Peck), Skeletons en in Weasel Walter Large Ensemble. Hij is lid van het tenorsaxofoon-kwintet Battle Trance (album Palace of Wind, 2014). Onder eigen naam kwam hij met een soloalbum met elektroakoestische muziek, Lower Bottoms (2014). Tegenwoordig (2018) speelt hij in Trio GRID, met Tim Dahl en Nick Podgurski.

## Discografie (selectie)
- Something Crazy (2002)
- Arts & Sciences: New You (SingleSpeed, 2013), met Theo Padouvas, Rob Ewing, Aram Shelton, Jacob Zimmerman, Michael Coleman, Andrew Conklin, Jordan Glenn
- Premature Burial: The Conjuring (New Atlantis Records, 2015), met Dan Peck, Peter Evans
- Matt Nelson & Ron Stabinsky: Hard Vibe (ESP-Disk, 2017), met Matthew Mottel, Kevin Shea
- GRID: GRID (NNA Tapes, 2017)
- Brandon Lopez, Matt Nelson*, Andria Nicodemou, Gerald Cleaver: The Industry of Entropy (Relative Pitch Records, 2018)